# Ráfe

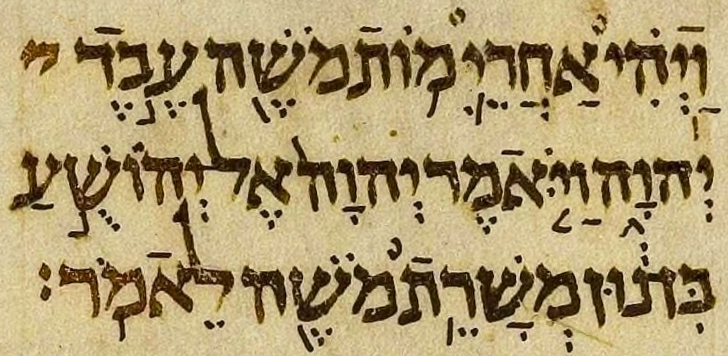
Az Aleppói kódex részlete (Józsué 1:1), jól látható ráfékkel.

A ráfe (רָפֵא rāfēʾ, ráfé, raphe) a héber egyik olvasási segédjele. Jelentése gyenge, gyenge lett. A mássalhangzó fölötti vízszintes vonal a dáges és a mappík pontok hiányát jelzi: a gyenge dáges esetén a begadkefat-betűk eltérő ejtését jelöli, az erős dáges esetén a kettőzés hiányát, a vég-hénél pedig azt, hogy a hé nem ejtendő ki mássalhangzóként. Lényegét tekintve tehát hiányjelként értelmezhető, illetve egyfajta szövegtani "biztonsági" jel, mely jelzi, hogy a betűben nem véletlenül nem áll pont. További használata, amikor az úgynevezett néma betűk fölött állva jelzi azok kiejtetlen voltát ().
A ráfe elsősorban kéziratokban található, nyomtatásban ritka. Kéziratokban előfordul, hogy ha két olyan betű áll egymás mellett, amelyek mindegyike ráfét igényel, akkor csak egyet húznak a kettő közé. Nyomtatásban ilyenkor is mindegyik betűn van. A jiddisben néhány betű kiejtésének megkülönböztetésére ma is alkalmazzák.